# Санта Луча (Рим)
Санта Луча је насеље у Италији у округу Рим, региону Лацио.
Према процени из 2011. у насељу је живело 7203 становника. Насеље се налази на надморској висини од 60 м.